# Powiat Praga-Wschód
Powiat Praga-Wschód (czes. Okres Praha-východ) – powiat w Czechach, w kraju środkowoczeskim.
Jego siedziba znajduje się w Pradze. Powierzchnia powiatu wynosi 755 km², zamieszkuje go 144 513 osób (gęstość zaludnienia wynosi 191,43 mieszkańców na 1 km²). Powiat ten liczy 110 miejscowości, w tym 8 miast.
Od 1 stycznia 2003 powiaty nie są jednostką podziału administracyjnego Czech. Podział na powiaty zachowały jednak sądy, policja i niektóre inne urzędy państwowe. Został on również zachowany dla celów statystycznych.

## Struktura powierzchni
Według danych z 31 grudnia 2003 powiat miał obszar 583,995336 km², w tym:
- użytki rolne - 69.96%, w tym 84.18% gruntów ornych
- inne - 30.04%, w tym 54.80% lasów
- liczba gospodarstw rolnych: 334

## Demografia
Dane z 31 grudnia 2003:
| Opis        | Ogółem  | Kobiety      | Mężczyźni    |
| ----------- | ------- | ------------ | ------------ |
| populacja   | 100 265 | 51412 51,28% | 48853 48,72% |
| średni wiek | 39      | 40,80        | 38,25        |

- gęstość zaludnienia: 171,98 mieszk./km²
- 50,13% ludności powiatu mieszka w miastach.

## Zatrudnienie
| Mieszkańcy ze stałym zatrudnieniem | 29 902       |
| Średnia pensja miesięczna          | 17 789 koron |
| Bezrobotni                         | 1 901        |
| Stopa bezrobocia                   | 3.76%        |

## Szkolnictwo
W powiecie Praga-Wschód działają:
| Rodzaj szkoły                   | Liczba szkół |
| ------------------------------- | ------------ |
| Przedszkola                     | 58           |
| Szkoły podstawowe               | 37           |
| Gimnazja                        | 5            |
| Szkoły średnie techniczne       | 5            |
| Szkoły średnie ogólnokształcące | 3            |
| Szkoły wyższe                   | 1            |

## Służba zdrowia

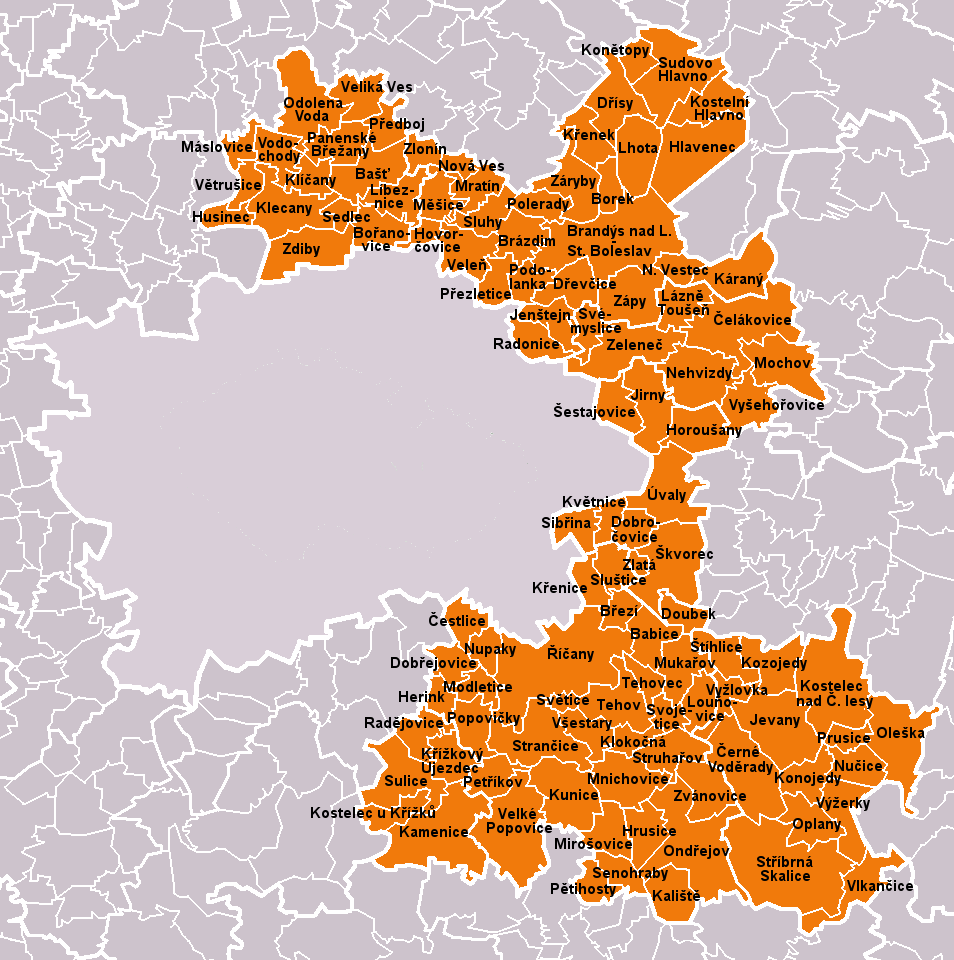
Powiat Praga-Wschód

| Lekarze                               | 238 |
| Szpitale                              | 3   |
| Specjalistyczne ośrodki terapeutyczne | 3   |
| Gabinety dentystyczne                 | 38  |
| Apteki                                | 18  |